# Kosmos 13
Kosmos 13 – radziecki satelita wywiadowczy. Był to statek typu Zenit-2 należący do programu Zenit, którego konstrukcja została oparta na załogowych kapsułach Wostok. Prócz zdjęć wywiadowczych, satelita wykonywał również badania górnych warstw atmosfery, w tym promieniowania jonizującego. Kapsuła z negatywami opadła na terytorium ZSRR po 8 dniach.